# 物質依賴
物質依賴（英語：Substance dependence），也稱為藥物依賴，俗称毒瘾，是一種生物心理狀況，個人因為攝取精神活性物質，而發展出一種適應狀態，必須依賴不斷攝取，以避免發生藥物戒斷症狀。成癮則是一個與物質依賴不同的概念，被定義為強迫行為，無法控制的藥物使用，而不顧這樣做會產生負面的後果.成癮藥物是種既能犒賞，也有增強功能的藥物。FOSB（為一種基因轉錄因子）中的選擇性剪接形成的產物ΔFosB被發現幾乎是發展所有行為和藥物成癮的關鍵組成部分，以及共同因素，但對依賴則不是。
國際疾病分類（ICD）把物質依賴歸類為精神疾患和異常行為。精神疾病診斷與統計手册第4版 (DSM-IV) ，物質依賴被重新定義為藥物成癮，在沒戒斷症候群發生時也可做此診斷。對於這種症狀的描述如下：
“當個人不顧使用酒精或其他藥物的不良後果，仍堅持使用時，就會被診斷為物質依賴。強迫性和重複性的使用會導致對藥物作用產生耐受性，當減少或停止使用時就會發生戒斷症狀。這狀況與物質濫用共同被認為是物質使用疾患。“在國際疾病分類第5版（DSM-5，2013年出版）中，物質濫用和物質依賴已被合併到物質使用疾患的類別，而不再作為個別的診斷。

## 戒斷
戒斷是身體對藥物產生依賴性時，在戒除這類物質時所產生的反應。當有藥物依賴性後，停止使用會產生一種很不愉快的狀態，必須透過繼續攝取藥物以去除這種不適的感覺（這種行為稱為負增強（negative reinforcement），即利用藥物以逃避或避免重新進入戒斷狀態）。戒斷狀態包括軀體症狀（身體依賴）、情緒動機症狀（心理依賴），或兩者兼而有之。如果不重新攝取物質，可能會出現化學和激素失衡。也可能產生心理壓力。
嬰兒也會罹患物質戒斷症，稱為新生兒戒斷症候群 (NAS)，這種症狀會產生嚴重且危及生命的後果。孕婦如果對酒精等藥物有成癮問題不僅會導致NAS，還會導致一系列其他問題，這些問題會持續影響子女的一生。

## 風險因素

不同的心理健康作為非法藥物依賴或是濫用的危險因素（顯示的數字是與沒所列心理健康症狀者比較，會發生風險的倍數）。

### 產生依賴的潛力
藥物產生依賴的潛力因物質而異，也因人而異。特定物質的劑量、使用頻率、代謝動力，加上給藥途徑，以及使用時間都是產生藥物依賴性的關鍵因素。
《刺胳針》上有篇文章，針對20種藥物的危害和依賴傾向，分別就身體依賴、心理依賴、和愉悅的程度，給予0到3的數字評分，也列出中位數。其中9種藥物的結果列表如下。
| 藥物                | 中位數 | 愉悅 | 心理依賴 | 身體依賴 |
| ------------------- | ------ | ---- | -------- | -------- |
| 海洛因              | 3.00   | 3.0  | 3.0      | 3.0      |
| 古柯鹼              | 2.39   | 3.0  | 2.8      | 1.3      |
| 烟草                | 2.21   | 2.3  | 2.6      | 1.8      |
| 巴比妥類藥物        | 2.01   | 2.0  | 2.2      | 1.8      |
| 乙醇 (藥物)         | 1.93   | 2.3  | 1.9      | 1.6      |
| 苯二氮䓬類          | 1.83   | 1.7  | 2.1      | 1.8      |
| 苯丙胺（安非他命）  | 1.67   | 2.0  | 1.9      | 1.1      |
| 大麻                | 1.51   | 1.9  | 1.7      | 0.8      |
| MDMA（另稱Ecstasy） | 1.13   | 1.5  | 1.2      | 0.7      |

### 罹患率
使用者報告他們在某個時點對不同藥物產生依賴的罹患率（捕獲率），以百分比呈現如下。
| 藥物        | 使用者百分比 |
| ----------- | ------------ |
| 大麻        | 9%           |
| 乙醇 (藥物) | 15.4%        |
| 古柯鹼      | 16.7%        |
| 海洛因      | 23.1%        |
| 烟草        | 31.9%        |

## 生物分子機制

### 心理依賴
有兩個因素被確定在心理依賴中發揮關鍵作用：神經肽“促腎上腺素釋放因數”（CRF）以及基因轉錄因子“環腺苷單磷酸反應結合蛋白”（CREB）。伏隔核 (NAcc) 是大腦結構中與藥物依賴心理成分有關的部分。
在NAcc中，當CREB升高後立即被環腺苷酸 (cAMP) 激活，並觸發影響強啡肽等蛋白質的基因表現變化；強啡肽透過暫時抑制中腦邊緣通路（獎勵途徑）來減少多巴胺釋放到NAcc中。因此，CREB的持續激活迫使使用者必須服用更大的劑量才能達到相同的效果。而後使用者通常會感到沮喪和不滿足, 無法從以前的愉悅活動中重拾樂趣, 這通常會導致他們再次使用藥物。
除CREB的作用之外，有假設，認為壓力機制會對依賴性發揮作用。George Koob和Mary Jeanne Kreek兩位研究人員假設，在攝取期間，CRF會激活下丘腦—垂體—腎上腺軸（HPA軸）和基底前腦中的其他壓力系統。這種激活會影響與心理依賴相關的失調情緒狀態。他們發現，隨著藥物使用增加，人類腦脊液中的CRF的也會增加。在大鼠實驗模型中，單獨使用CRF抑制劑，或是CRF受體拮抗劑都會減少自我給藥的行為。在前述兩位研究人員的同一篇報告中，其他研究顯示，影響HPA軸的其他神經肽失調物質包括有腦啡肽（一種調節疼痛的內源性鴉片肽）。似乎腦啡肽作用到的μ-鴉片受體在獎賞系統中具有影響力，可調節壓力激素的表達。
AMPA受體在伏隔核中型多棘神經元中的表達增加，是藥物戒斷所產生的厭惡潛在機制。

### 身體依賴
CREB對藍斑核（LC）中環腺苷酸（cAMP）訊息傳遞通路的上調被認為是導致鴉片類藥物引起身體依賴的某種機制。戒斷症狀經過時程與LC的放電相關，此時把α-2腎上腺受體促效劑激動劑施用到LC，會導致放電減少，以及去甲腎上腺素的釋放。一種可能的機制涉及N-甲基-D-天冬氨酸（NMDA）受體的上調，如果使用NMDA受體拮抗劑，戒斷症狀會減弱。

## 診斷

### 國際疾病分類
精神疾病診斷與統計手册第4版（ DSM-IV ）中對“物質依賴”的定義是：被診斷有身體依賴，有耐受或戒斷症狀的證據，或不一定有身體依賴。DSM-IV中的物質依賴包括：
- 303.90 酒精依賴
- 304.00 鴉片類藥物依賴（英语：drug dependence）
- 304.10 對鎮靜劑、安眠藥、或抗焦慮藥產生依賴（包括苯二氮䓬類藥物依賴和巴比妥類藥物依賴（英语：barbiturate dependence））
- 304.20 古柯鹼依賴（英语：Cocaine dependence）
- 304.30 大麻依賴
- 304.40 苯丙胺依賴（英语：Amphetamine dependence）（或苯丙胺類藥物依賴）
- 304.50 致幻劑依賴
- 304.60 吸入性藥物（英语：Inhalant）依賴
- 304.80 多重物質依賴（英语：Polysubstance dependence）
- 304.90 苯環利定（或苯環利定類藥物）依賴
- 304.90 其他（或未知）物質依賴
- 305.10 尼古丁依賴

## 管理
成癮是一種複雜，但可治療的身體狀況。其特點是患者具有強迫性藥物渴望、覓藥、和使用，即使使用者知曉會導致嚴重的不良後果，仍繼續使用。對某些人來說，成癮會成為慢性狀況，在長期停用之後也會不定期復發。像成癮這種慢性，會復發的疾病，需要持續的治療，把復發的間隔拉長，並降低其發作的強度。雖然有些有此問題的人能夠康復，在日後過充實的生活，但另有人則需要持續的額外支持。對於成癮治療的最終目標是讓個人能把他們的藥物濫用行為做管理；對於某些人來說，這可能就是戒除。通常立即的目標是減少濫用，提高患者的日常功能，儘量把藥物濫用及其成癮導致的醫療和社會併發症降低；這種做法稱為“減少損害”。
對於成癮的治療方式，要根據所涉及的藥物種類、使用的數量、使用持續時間、醫療複雜性、以及個人的社會需求，而有很大差異。為成癮者提供最好的復原計劃，取決於多項因素，包括患者的個性、適合的藥物、靈性或宗教信仰、精神或身體疾病，以及當地存有，且負擔得起的治療計劃。
關於什麼算是從成癮狀態達成成功的復原，流傳有許多不同的想法。針對酒精成癮，存在的是強調對飲酒控制的計劃。多年來，對於鴉片類藥物成癮，運用替代藥物做治療一直是標準做法。
不同國家對成癮的治療和態度有很大的差異。在美國和發展中國家，治療人員的目標通常是完全戒除。而其他國家，尤其是歐洲的，則認為治療目標較為複雜，包括減少使用，到不再干擾正常活動（例如對工作和家庭的責任）的程度；把攝取者從較危險的給藥途徑（如注射）轉移到較安全的途徑（如口服）、減少藥物成癮者犯罪行為、以及治療其他合併症，如愛滋病、肝炎和精神疾患。
這些結果可在不完全戒除藥物使用的情況下達成。歐洲的藥物治療計劃通常比美國的有較佳的結果，因為是以功能性來衡量成功的標準，而不是以達成禁絕作為目的。以完全禁絕為目標的支持者認為，讓患者繼續攝取，表示會延長時間，會增加成癮，以及增加成癮併發症的風險。

### 住宿型治療
採用住宿型治療大致可分為兩大陣營：十二步項目，以及參與治療群體。 十二步項目是一種非臨床的互助 (组织理论)小組，和基於精神層面的治療方法。治療通常涉及認知行為療法，這種方法著眼於思想、感覺、和行為之間的關係，以解決不良適應行為的根本原因。認知行為療法把成癮視為一種行為，而非疾病，因此是可治癒，或者更確切地說，是可去除的。有些認知行為治療計劃認為對於某些人而言，控制使用是種較符合實際的做法。
採用十二步項目的復原方法中，突出的例子有匿名戒酒會、匿名戒除麻藥會、匿名成癮者會（Drug Addicts Anonymous）、和匿名處方藥濫用會。這些組織有不錯的知名度，由成癮者和成癮者的家庭參與。藥物濫用康復治療 (rehab) 中心為一些較嚴重的成癮者提供住宿型治療計劃，把患者與藥物、其他使用者、和藥販予以隔離。門診診所通常是同時提供個人諮詢和團體諮詢的組合。醫生或精神科醫生通常會開立處方藥以幫助患者應對成癮的副作用。藥物可極大地幫助緩解焦慮和失眠，可治療潛在的精神疾患，例如抑鬱，並可幫助減少或消除生理上成癮藥物的戒斷症狀。有些例子是使用苯二氮䓬類藥物作酒精解毒，以防止震顫性譫妄和併發症發展；對於使用苯二氮䓬類藥物或苯巴比妥藥物而後發生的戒斷症狀，會使用逐漸減少劑量的苯二氮䓬類藥物或苯巴比妥藥物，有時也加上另一種抗癲癇藥（如加巴噴丁、普瑞巴林、或是丙戊酸）來作治療；對任何藥物成癮者的渴望和復發傾向，會使用貝可芬等藥物來降低，這些藥物對於興奮劑依賴者和酗酒者特別有效（在預防併發症方面，與使用苯二氮䓬類藥物治療幾乎同樣有效）；可樂定（甲型腎上腺受體促效劑）和洛哌丁胺用於鴉片類藥物解毒，適用於首次使用者或想嘗試達到禁絕結果的人（鴉片類藥物使用者，或是多次復發患者，在8個月內有90%會重新成為活躍成癮者）；或將干擾或是破壞使用者生活的鴉片類藥物（例如非法取得的海洛因、二氫嗎啡酮（商品名dilaudid）或羥考酮）替換為可合法給藥的鴉片類藥物（例如美沙酮或丁丙諾啡），減少或消除對藥物的渴望，並且不會產生高度興奮。這種鴉片類藥物替代療法 - 是已開發國家治療鴉片類藥物依賴的黃金標準，比任何其他治療方式更能有效地降低使用者和社會的風險和成本，並顯示對使用者有最佳短期和長期的利益，延長壽命最久、死亡風險最低、生活品質最高和復發和法律問題（包括逮捕和監禁）的風險最低。

### 行為治療計劃
在應用行為分析和行為主義的文獻中，有幾種循證的干預計劃，例如（1）行為婚姻治療、 (2) 社區強化及家庭成員訓練法(CRAFT)、 (3)暴露治療法、 (4) 和事件管理策略（CM）。此外，研究報告的同一作者提出，對因酒精依賴而住院治療的患者提供輔助社交技能訓練，可能會有效果。

### 替代療法
有些執業者使用替代療法（例如針灸）來緩解藥物成癮症狀。1997年，美國醫學會(AMA)在一份關於包括針灸在內的多種替代療法的報告之後，發表以下的政策聲明：
迄今少有證據，證實大多數替代療法的安全性或有效性。目前已知有關這些療法的大部分信息，清楚顯示許多療法並未被證明有其效果。對於替代療法的療效，應進行認真設計、以及嚴格控制的研究，以做評估。

## 治療及問題
醫事人員要應用許多技術和方法來幫助那些罹患有物質相關疾患的人。心理動力學方法是心理學家用來解決成癮問題技術中的一種。在這種治療方式中，心理學家需要了解成癮者的衝突和需求，也需要找出他們自我和防禦機制的缺陷。但事實證明，單獨使用這種方法去解決成癮問題並無效果。應該把認知和行為技術與心理動力學方法相結合，以達到有效的治療。認知治療需要心理學家深入思考成癮者大腦中發生的事情。認知心理學家應該深入研究大腦的神經功能，並了解大腦的多巴胺獎勵中心一直受到藥物的操縱。認知心理學家對這種特殊的思維狀態，需要找到能改變成癮者思維過程的方法。

### 認知方法
採用認知方法做治療，有兩種途徑：跟踪使患者成癮的想法和跟踪防止他們復發的想法。行為技術在治療物質相關疾病方面受到最廣泛的應用。行為心理學家可根據俄羅斯心理學家伊凡·彼得羅維奇·巴夫洛夫所創的古典制約（巴夫洛夫制約），採用“厭惡療法”的技術。這種方法採用把濫用的物質與令人不快的刺激或條件配對的原則；例如，把疼痛、電擊、或是噁心與飲酒配對。採這種方法時也可採取藥物，例如使用雙硫侖把令人不快的效果與飲酒的想法結合。心理學家傾向把所有方法整合使用，來達到可靠和有效的治療。隨著先進的臨床藥物使用，生物治療被認為是心理學家可用來治療，是最有效的干預措施中的一種。

### 藥物方法
另種方法是採用藥物來干擾大腦中成癮藥物的功能。同樣的，人們也可使用效果較弱、較安全的藥物以取代濫用的物質，逐步減少患者的依賴。在鴉片類藥物依賴的情況，丁丙諾啡/納洛酮（商品名Suboxone）就有這樣的作用。這類方法是在排毒過程中使用。醫事人員採用之時，會權衡戒斷症狀的後果與依賴這些物質的風險。戒斷症狀對患者而言，是非常困難和痛苦的。大多數都會採取步進方式（或是利用行為療法，還是其他藥物療法）來處理嚴重的戒斷症狀。生物干預應與行為治療方法和其他非藥物技術相結合。團體療法，包括匿名方式、團隊合作方式，和同樣罹患有藥物依賴問題的人分享日常生活中的牽掛，會對結果產生重大影響。然而，事實證明這些計劃對未達到嚴重依賴程度的人會更有效和更有影響。

## 歷史
在有記載的歷史中，藥物成癮現像一直以某種程度發生過（參見“鴉片”）。此種問題到20世紀時，因為現代農業生產效率、藥物容易取得、生物化學的進展以及臨床醫生開立此類藥物的大量增加，而顯著加劇。改良活性生物製劑的生產方法和引入合成化合物（如芬太尼和甲基苯丙胺），也是造成藥物成癮問題加劇的因素。
在美國歷史中，某些人一直在使用藥物。在美國成立的早期，移民使用的藥物中，酒精飲料或烟草佔大部分。
19世紀的美國使用鴉片變得更加普遍和風行。嗎啡在19世紀初被提煉出來，後來被醫生普遍當作處方藥，既可當作止痛藥，也可作為治療鴉片成癮的藥物。當時流行的醫學觀點是成癮過程發生在胃部，因此假設透過皮下注射針頭注射嗎啡，不會讓患者對嗎啡成癮，再進一步假設這可治愈鴉片成癮。然而許多人竟對嗎啡成癮。尤其是在南北戰爭期間，作戰受傷的士兵因為經常需要止痛藥而使用嗎啡，這類成癮在軍中尤為普遍。女性也經常被開立鴉片劑的處方，鴉片劑被宣傳為能緩解“女性煩惱”的藥劑。
許多被徵召參加越南戰爭的士兵使用海洛因，並產生依賴，他們返回美國後仍然維持這種情況。交通運輸的進展足以滿足美國對海洛因不斷增長的需求。此外，隨著技術的進步，更多的藥物可被合成，以及被發現，為物質依賴開闢出新的途徑。

## 社會與文化

### 人口學
美國和東歐地區各國是國際上藥物濫用發生率最高者（5-6%）。非洲、亞洲、和中東的國家是發生率最低的地區 (1-2%)。就全球而言，那些屬於20多歲、失業以及男性的群組，通常有較高的物質依賴發生率。美國聯邦政府每年辦理的全國藥物使用和健康調查 (NSDUH)， 對於美國各種人口學群組的藥物依賴/濫用率提出報告。在根據種族/族裔對12歲及以上的群組進行調查時，美國原住民/阿拉斯加原住民與其他種族/族裔相比，比率最高，而亞洲人的比率最低。
| 種族/族裔                  | 依賴/濫用 比率 |
| -------------------------- | -------------- |
| 亞洲人                     | 4.6%           |
| 非裔                       | 7.4%           |
| 白人                       | 8.4%           |
| 西班牙裔                   | 8.6%           |
| 混血兒                     | 10.9%          |
| 夏威夷族/ 太平洋島原住民   | 11.3%          |
| 美國原住民/ 阿拉斯加原住民 | 14.9%          |

在根據性別，對12歲及以上的群組進行調查時，發現男性的物質依賴率高於女性。然而是到17歲之後，比率的差異才開始明顯。根據美國成癮中心發表的報告，老年人濫用藥物（包括酒精飲料）的比率為15-20%。估計在美國，年齡超過12歲的人中，濫用某種物質的人數有5,200萬。
| 年齡       | 男性  | 女性 |
| ---------- | ----- | ---- |
| 12歲及以上 | 10.8% | 5.8% |
| 12-17歲    | 5.3%  | 5.2% |
| 18歲及以上 | 11.4% | 5.8% |

當對26歲及以上，擁有不同教育程度的群組進行調查時，酒精依賴或濫用率與任何人的教育水準沒對應關係。然而當涉及非法藥物使用時，則存在相關性，其中大學畢業的比率最低。此外，18歲及以上的失業人口和12歲及以上的大型城市居民的依賴比率較高。
| 教育程度 | 比率 | 就業與否 | 比率  | 地區       | 比率 |
| -------- | ---- | -------- | ----- | ---------- | ---- |
| 高中     | 2.5% | 失業中   | 15.2% | 大型城市   | 8.6% |
| 專科學校 | 2.1% | 兼職工作 | 9.3%  | 小型城市   | 8.4% |
| 大學畢業 | 0.9% | 全職工作 | 9.5%  | 非城市地區 | 6.6% |

芝加哥大學所屬的國家意見研究中心提出一份對阿巴拉契亞地區（包括美國東部的13個州和410個郡縣）因藥物濫用而入院治療比率差異的分析。他們對大多數人口學類別的調查結果與NSDUH的全國調查結果相似，但他們對種族/族裔群體的調查結果在次區域則有差異。總體而言，白種人在入院治療人口中佔比最高 (83%)，而阿拉斯加原住民、美國原住民、太平洋島原住民、和亞洲人口的入院治療比率最低 (1.8%)。

### 立法
根據司法管轄區的不同，成癮藥物可能屬於合法（僅作為政府資助研究的部分屬於合法），用於其他任何目的均屬非法，銷售屬於非法，甚至是擁有也屬非法。
大多數國家都立法，透過許可制度把各種藥物和相似藥物予以管制。通常立法涵蓋的有鴉片劑、苯丙胺、大麻素、古柯鹼、巴比妥類藥物、苯二氮䓬類藥物、麻醉藥、致幻劑、衍生物、和各種更現代的合成藥物，其中任何一種或是全部。未經許可的生產、供應、或持有均屬刑事犯罪。
然而，此類立法所包含的藥物並不單純與成癮性相關。涵蓋的物質通常具有很不同的成癮特性。有些很容易導致身體依賴，而另一些則很少引起任何強迫性需要。此外，在專門關於藥物的立法中，酒精和尼古丁相關物質通常不包括在內。
雖然立法在道德或公共衛生方面屬於合理，但會造成成癮或依賴者更為嚴重的問題：因為不易獲得可靠的藥物供應，使用者容易遭受歹徒的剝削和法律的懲處。
目前尚不清楚那些禁止非法藥物的法律是否在阻止使用和發生依賴方面能否發揮作用。在把成癮藥物認作非法的司法管轄區，供應來源通常是透過有組織犯罪操控的非法毒品貿易獲得。大多數非法成癮物質的生產成本非常低，但因為非法性與成癮者的需求相結合的結果，讓賣方得以索取高價，零售價格通常可達到生產成本的數百倍。結果是成癮者有時必須借助犯罪手段來維持他們的攝取習慣。

#### 美國
在美國，藥物政策主要由聯邦政府控制。美國司法部之下的緝毒局 (DEA) 負責執行受管制物質的法律和規定。美國衛生及公共服務部所屬的食品藥品監督管理局 （FDA）透過控制藥物的製造、行銷、和分銷來保護和促進公眾健康。
在過去10年中，美國對藥物濫用的態度發生變化，並繼續變化之中。聯邦政府在19世紀的參與程度很低。為應對日益嚴重的藥物濫用問題，聯邦政府從20世紀初期對藥物徵稅，然後過渡到運用立法和緝毒局的前身（麻醉藥物和危險藥物管理局 (FBN) )等機構把藥物濫用定為刑事犯罪。這些對藥品犯罪的嚴厲懲罰顯示濫用是個多面相的問題。美國總統麻醉品和藥物濫用諮詢委員會在1963年發表的報告對藥物濫用，在醫療解決方案需求提出解決之道。
但聯邦政府繼續透過緝毒局等機構，以及進一步的立法（例如美國受控物質法案 (CSA)、1984年綜合犯罪控制法、和1986年反藥物濫用法）針對藥物濫用採取法律行動。
在過去10年中，通過州和地方立法，有日漸增多的努力從把藥物濫用從當作刑事犯罪轉變為視作需要醫療干預的健康狀況。目前有28個州同意設立注射針頭交換機構。佛羅里達州、愛荷華州、密蘇里州和亞利桑那州都提出同意在2019年設立針頭交換機構的法案。自1983年在荷蘭的阿姆斯特丹首次引入針頭交換計劃以來，這類法案在各黨派中日益風行。此外，加利福尼亞州議會還在2017-2018年會期通過AB-186受控物質：過量預防計劃法案（AB-186 Controlled substances: overdose prevention program.(2017-2018)
），在舊金山市和縣運作醫護監管藥物注射點。但這項法案在2018年9月30日被州長杰里·布朗否決。有關合法設置這些注射點的議案還在討論中，所以在美國目前尚無這樣的注射點。但有越來越多國際上的證據顯示設置醫護監管藥物注射點是成功的做法。

## 外部連結
- American Society of Addiction Medicine website （页面存档备份，存于）
- Health-EU Portal – Drugs （页面存档备份，存于）
- people, drug addicts （页面存档备份，存于）
- Trips Beyond Addiction （页面存档备份，存于） | Living Hero Radio Show and Podcast special. With Dimitri Mobengo Mugianis, Bovenga Na Muduma, Clare S. Wilkins, Brad Burge, Tom Kingsley Brown, Susan Thesenga, Bruce K. Alexander, PhD ~ the voices of ex-addicts, researchers from The Multidisciplinary Association for Psychedelic Studies and Ibogaine/Iboga/Ayahuasca treatment providers sharing their experiences in breaking addiction with native medicines. January 2013
- A social history of America's most popular drugs. （页面存档备份，存于）
- National Institute on Drug Abuse: "NIDA for Teens: Brain and Addiction （页面存档备份，存于）".
- . apps.who.int. 2003  [2015-02-26]. （原始内容存档于2012-10-09）. - pdf （页面存档备份，存于）